# Can Risuenyo
Can Risuenyo és una obra del municipi de Cornellà de Llobregat (Baix Llobregat) inclosa en l'Inventari del Patrimoni Arquitectònic de Catalunya.

## Descripció
Es tracta d'una masia de tres cossos amb teulada a dues vessants en el central i terrat pla als laterals. La seva tipologia s'allunya del tipus pairal i s'acosta a la casa urbana, constituint una variació dins de l'esquema II-2 de Danés i Torras.
L'edifici té planta i pis als tres cossos i unes golfes en la seva part central. El cos esquerra, a l'altura del primer pis, té una gran galeria en tota la seva profunditat coberta amb vidrieres transparents. Els terrats laterals tenen barana feta amb mòduls de terracota i maó vist, pintat. L'estil és popular, però els ulls de bou de les golfes, sobretot els laterals el·líptics, tenen un regust barroc força clar i justifiquen una cronologia del segle xviii.